# 昆明杯冠藤
昆明杯冠藤（学名：Cynanchum wallichii）为夹竹桃科鹅绒藤属的植物。分布在印度以及中国大陆的广西、四川、云南、贵州等地，生长于海拔660米至2,100米的地区，一般生于路旁灌木丛中、山坡草地、村边和山谷等处，目前尚未由人工引种栽培。

## 别名
昆明白前（种子植物名称）、团花奶浆根（贵州）

## 种下等级
- Cyathella wallichii (Wight) C. Y. Wu et D. Z. Li